# 黄花松螺
黄花松螺（学名：Williamia radiata），是基眼目松螺科Williamia的一种。主要分布于台湾，常栖息在潮间带岩礁。